# جو جو-يونغ
جو جو-يونغ (هانغل: 조주영) هو لاعب كرة قدم كوري جنوبي في مركز الهجوم، ولد في 4 فبراير 1994 في كوريا الجنوبية. لعب مع إنتشون يونايتد.

## وصلات خارجية
- جو جو-يونغ على موقع دوري كوريا الجنوبية (الإنجليزية)
- جو جو-يونغ على موقع Soccerway.com (الإنجليزية)